# Vancouver Island (Kolonie)

Flagge der Kolonie Vancouver Island

Vancouver Island (Kolonie)

Vancouver Island (offiziell: Island of Vancouver and its Dependencies) war eine von 1849 bis 1866 existierende britische Kronkolonie im Westen von Britisch-Nordamerika. Sie umfasste Vancouver Island und die Gulf Islands. Hauptstadt war Victoria. Im Jahr 1866 wurde Vancouver Island mit der auf dem Festland gelegenen Kolonie British Columbia zu den Vereinigten Kolonien von Vancouver Island und British Columbia fusioniert.

## Geschichte

### Entstehung der Kolonie
Kapitän James Cook landete am 31. März 1778 im Nootka-Sund und nahm Vancouver Island für Großbritannien in Besitz. Die Britische Ostindien-Kompanie richtete im Dorf Yuquot auf der vorgelagerten Nootka Island einen Handelsposten ein. Nach der Unterzeichnung der Nootka-Konvention gab Spanien 1794 seine Ansprüche auf Vancouver Island und die umliegenden Inseln auf. Erst 1843 errichtete die Hudson’s Bay Company (HBC) mit Fort Camosun die erste permanente Siedlung – aus dem Handelsposten nahe einem Dorf der Songhees entwickelte sich die Stadt Victoria.

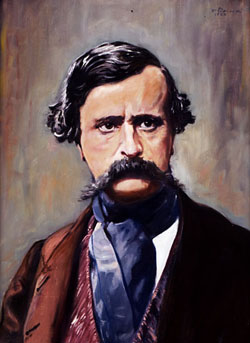
Richard Blanshard

Nach dem Oregon-Kompromiss von 1846, der den 49. Breitengrad als Grenze zu den Vereinigten Staaten festlegte, befürchtete die HBC wirtschaftliche Nachteile, falls ihr westlicher Hauptsitz weiterhin in Fort Vancouver südlich der Grenze stationiert bliebe und verlegte diesen deshalb 1849 nach Victoria. Filialleiter James Douglas wurde beauftragt, von dort aus sämtliche Aktivitäten der HBC westlich der Rocky Mountains zu leiten. Das Gebiet wurde teilweise auch als New Caledonia bezeichnet.
Diese neue Entwicklung bewog das Kolonialministerium dazu, das rechtlich unorganisierte Territorium am 13. Januar 1849 in den Stand einer Kronkolonie zu erheben. Die Kolonie wurde unmittelbar darauf für die Dauer von zehn Jahren an die HBC verpachtet und Douglas erhielt den Auftrag, die britische Besiedlung voranzutreiben. Richard Blanshard wurde zum Gouverneur ernannt und traf im März 1850 in Victoria ein. Es gab keine Zivilverwaltung, keine Polizei, keine Miliz und fast jeder britische Kolonist war ein Angestellter der HBC. Blanshard musste feststellen, dass die HBC alle Bereiche des Lebens kontrollierte und Douglas praktisch die gesamte Macht besaß. Nach nur einem Jahr kehrte er nach England zurück, woraufhin das Kolonialministerium Douglas zum neuen Gouverneur ernannte.

### Regierung von Gouverneur James Douglas
Douglas’ Doppelrolle als lokaler Vertreter eines Privatunternehmens und als ziviler Gouverneur einer Kolonie, die vom selben Unternehmen gepachtet worden war, führte in der Anfangszeit noch nicht zu Problemen. Er baute eine Miliz auf und förderte die Einwanderung. Bis Mitte der 1850er Jahre stieg die nicht-einheimische Bevölkerung auf etwa 500 an, um Nanaimo und Fort Rupert (heute Port Hardy) entstanden Sägewerke und Kohleminen. Douglas beriet die britische Regierung beim Bau einer Marinebasis in der Nähe des heutigen Esquimalt, um den russischen und amerikanischen Expansionismus in Zaum zu halten.

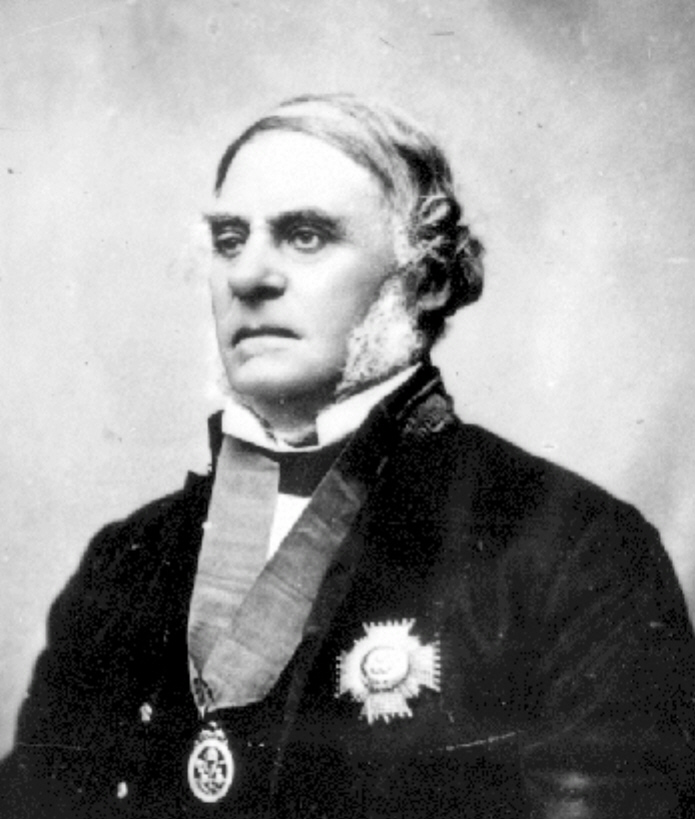
James Douglas

Kolonialbeamte in London behinderten Douglas’ Siedlungsbemühungen, indem sie die Landpreise hochhielten. Dadurch sollte die Einwanderung wohlhabender Briten gefördert werden, die ihre eigenen Arbeitskräfte mitbrachten. Das Bevölkerungswachstum war dementsprechend langsam und viele landlose Arbeiter setzten sich ab, um in den Vereinigten Staaten Land gratis Land zugeteilt zu erhalten oder im kalifornischen Goldrausch ihr Glück zu suchen. Auf Vancouver Island bildete sich eine Kopie des britischen Klassensystems heraus, wobei die Oberschicht fortschrittliche Ideen wie öffentliche Schulen, Landreform und repräsentative Demokratie ablehnte.
Zum Zeitpunkt der Koloniengründung betrug die Bevölkerungszahl der First Nations auf Vancouver Island etwa 30.000. Douglas handelte 14 Verträge mit verschiedenen Stämmen aus. Die Stämme wurden mit diesen „Douglas-Verträgen“ dazu verpflichtet, innerhalb eines bestimmten Gebiets auf ewig sämtliche Landansprüche aufzugeben, mit Ausnahme der Dörfer und des kultivierten Landes. Sie hatten auch das Recht, auf nicht beanspruchtem Land zu jagen und zu fischen. Als Gegenleistung erhielten die Stämme eine einmalige Zahlung von ein paar wenigen Shillings.
Mit der fortschreitenden Besiedlung wuchs auch der Widerstand gegen das wirtschaftliche und zivile Monopol der HBC. Mehrere Petitionen wurden an das Kolonialministerium geschickt, eine davon führte 1855 zur Einrichtung eines Kolonialrates. Zunächst änderte sich wenig, da nur ein paar Dutzend Männer mehr als 20 acres Land besaßen und damit wahlberechtigt waren. Hinzu kam, dass die meisten Abgeordneten Angestellte der HBC waren. Schrittweise wurde jedoch der Kreis der Wahlberechtigten ausgedehnt und der Rat begann, größeren Einfluss auf die Verwaltung der Kolonie zu fordern und kritisierte Douglas’ offensichtlichen Interessenkonflikt.
1858 verbreiteten sich Gerüchte, wonach am Thompson River Gold gefunden worden sei. Innerhalb kurzer Zeit strömten zehn- bis zwanzigtausend Männer nach New Caledonia (wie der Festlandteil damals genannt wurde) und Victoria verwandelte sich im Zuge des Fraser-Canyon-Goldrauschs in eine Zeltstadt mit Prospektoren, Händlern, Grundstücksmaklern und .Spekulanten. Gouverneur Douglas, der keinerlei rechtliche Autorität in New Caledonia besaß, stationierte am Unterlauf des Fraser River ein Kanonenboot, um von den meist US-amerikanischen Prospektoren, die flussaufwärts reisen wollten, zur Zahlung von Lizenzgebühren zu bewegen.

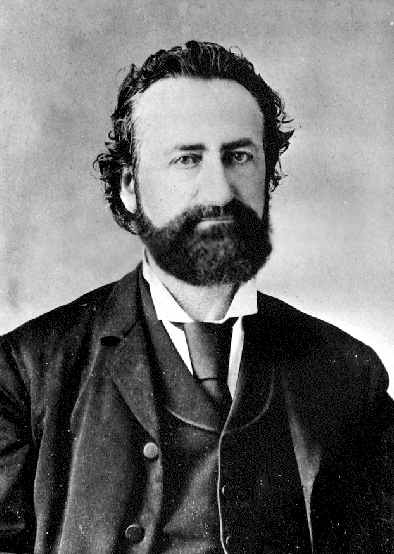
Amor De Cosmos

Um die Rechtsprechung sicherzustellen und möglichen Ansprüchen der HBC auf die Bodenschätze zuvorzukommen, erklärte das britische Parlament New Caledonia am 2. August 1858 zur Kolonie British Columbia. Kolonialminister Edward Bulwer-Lytton ernannte James Douglas zum Gouverneur der neuen Kolonie – unter der Voraussetzung, dass er seine Beziehungen zur HBC aufgab. Douglas akzeptierte dies, zog es aber vor, beide Kolonien von Victoria aus zu regieren.
Die restliche Amtszeit Douglas’ als Gouverneur von Vancouver Island war geprägt von einer beschleunigten Expansion der Wirtschaft und der Besiedlung. Damit einher gingen auch immer vehementer geäußerte Forderungen nach einem Zusammenschluss beider Kolonien und der Einführung einer Regierung mit umfassender Selbstverwaltungskompetenz. Eine ungenaue Formulierung im Oregon-Kompromiss führte 1859 zum Schweinekonflikt, als sich auf San Juan Island britische und amerikanische Truppen gegenüberstanden; erst 1872 konnte dieser Grenzkonflikt gelöst werden, indem die Insel den USA zugeschlagen wurde.
1862 erlebte Victoria während des Cariboo-Goldrauschs einen weiteren wirtschaftlichen Aufschwung, da die meisten Goldsucher ihre Reise von hier aus begannen. Die immer heftigeren Auseinandersetzungen zwischen Douglas und den Reformern, allen voran Amor De Cosmos, sowie der Wunsch der Kolonisten in British Columbia, in ihrer Hauptstadt New Westminster einen eigenen Gouverneur zu haben, führten 1864 zur Abberufung Douglas’ durch das Kolonialministerium.

### Vereinigung mit der Kolonie British Columbia
Auf James Douglas folgte der erfahrene Kolonialbeamte Arthur Edward Kennedy, der zuvor in Gambia, Sierra Leone und Westaustralien Gouverneur gewesen war. Die Bevölkerung begrüßte die Ernennung eines Gouverneurs, der keinerlei Beziehungen zur HBC hatte. Doch der Kolonialrat begegnete Kennedy mit Misstrauen, da er befürchtete, Vancouver Island würde gegenüber der Festlandkolonie an Einfluss verlieren. Der Rat widersetzte sich dem Wunsch des Kolonialministeriums, als Gegenleistung für die Kontrolle des weitläufigen Kronlandes einen finanziellen Beitrag an die Zivilliste zu leisten. Auch hielten die Abgeordneten zeitweilig Kennedys Gehalt zurück, bis sie ihren Willen durchsetzen konnten. Ein Teil des Rates wehrte sich auch gegen Kennedys Plan, die beiden Kolonien miteinander zu verschmelzen. Erst als die Gegner überzeugt werden konnten, dass eine Fusion wirtschaftliche Vorteile bringen würde, gaben sie ihren Widerstand auf.
In der Zwischenzeit hatte Kennedy einigen Erfolg beim Ausgleich der sozialen Unterschiede, die sich während der HBC-Hegemonie gebildet hatten. Er brachte 1865 ein Gesetz zur Finanzierung öffentlicher Schulen durch, reformierte die Verwaltung, führte die externe Überprüfung des Kolonialbudgets ein und verbesserte das Steuerinkassowesen. Allerdings scheiterte er weiterhin beim Versuch, den Rat zu einem Beitrag an die Zivilliste zu bewegen. Auch konnte er nur ungenügend die Rechte und das Wohlergehen der First Nations schützen. Trotz seines Mitgefühls für das Schicksal der einheimischen Indianer befahl Kennedy 1864 eine Strafexpedition gegen die Ahousaht am Clayoquot Sound, die ein Handelsschiff überfallen und dessen Besetzung getötet hatten.
Nachdem das Kolonialbudget 1865 ein großes Defizit aufwies und der Rat unfähig oder nicht willens war, Vorschläge für neue Einnahmen zu machen, war Kennedy kaum noch in der Lage, die Verwaltung arbeitsfähig zu halten. Am 6. August 1866 erfolgte die Fusion zu den Vereinigten Kolonien von Vancouver Island und British Columbia.

## Gouverneure von Vancouver Island
- 1849–1851: Richard Blanshard
- 1851–1864: James Douglas
- 1864–1866: Arthur Edward Kennedy